# 無車日

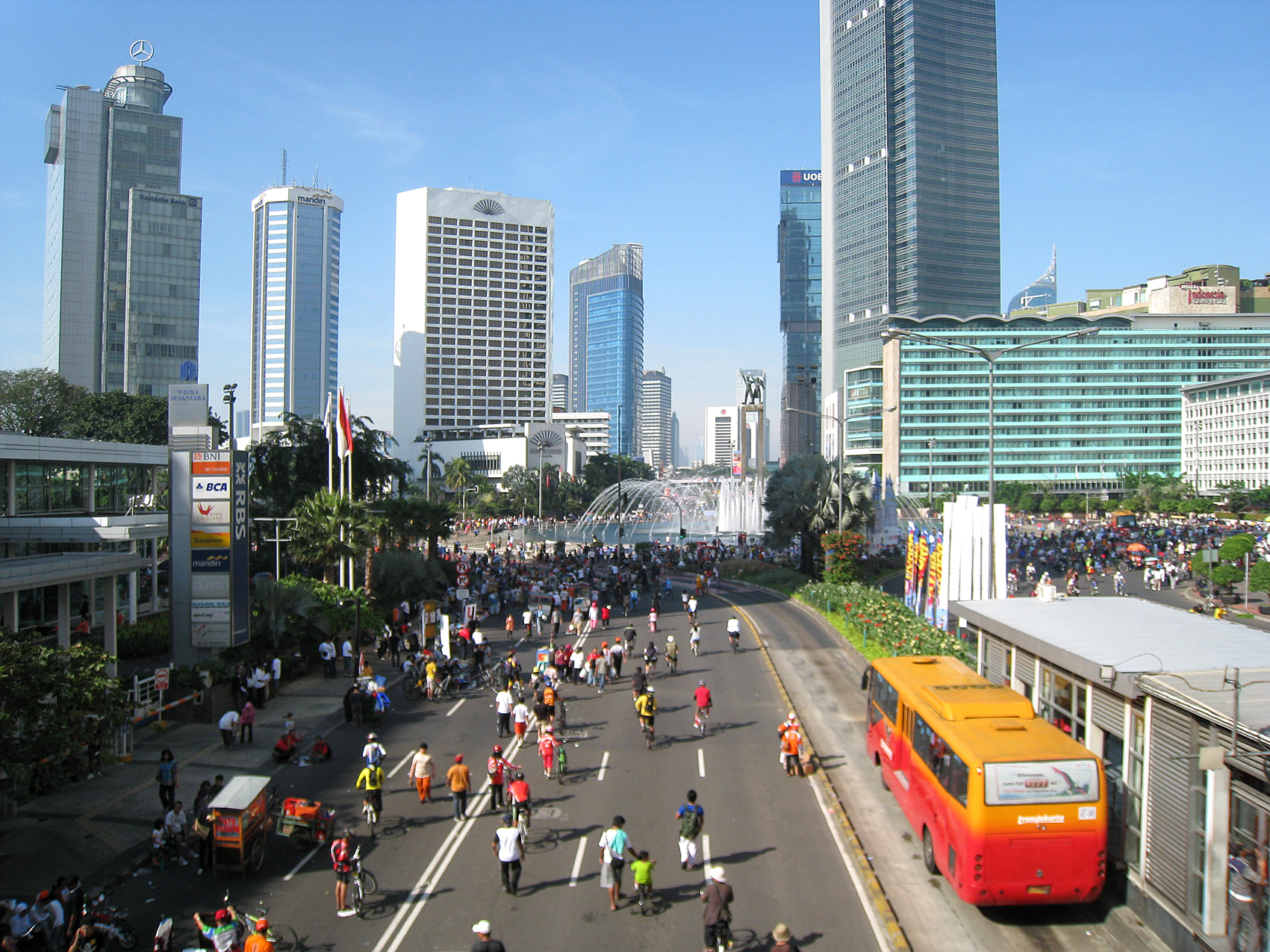
在印尼雅加達每月最後一個星期日為無車日。

無車日，又名「世界無車日」（英語：World Car Free Day）或「國際無車日」，主旨是鼓勵車主在當日放棄使用私家車，呼籲市民乘坐公共交通、騎單車或步行。這個活動是希望喚起市民對環境保護的重視，是對自身生活模式的一種反思。

## 起源
90年代後期，由於汽車在歐洲的城市過份普及，令空氣污染及噪音污染問題日益嚴重；加上交通擠塞、空氣污染問題亦開始對市民的生活造成困擾，所以法國35個城市的市民就在1998年9月22日自願發起在當天棄用私家車，成為了法國第一個「市内無車日」。後來，法國首創的無車日在2000年2月被歐盟納入環保政策框架内，9月22日亦因而成為「歐洲無車日」、「國際無車日」，隨後全球有近1500個城市加入了。 除歐洲外，亞洲和南美洲國家的城市亦紛紛開始推廣這項活動。

## 無車日在中國
隨著經濟急速發展，中國這個開始步入「汽車社會」的國家近年也引進無車日活動。2001年，成都成為中國第一個舉辦無車日的城市；其後，北京、上海、深圳、武漢、山西阳泉等城市也加入了「無車日」的行列。
2009年，綠色和平也在香港舉行了首次的香港無車日。

## 外部連結
- World Carfree Day （页面存档备份，存于）（英文）
- European Mobility Week/Car Free Day（页面存档备份，存于）（英文）
- World Carfree Network（英文）